# Jerome Damon
Jerome Damon (Fokváros, 1972. április 4. –) dél-afrikai nemzetközi labdarúgó-játékvezető.

## Pályafutása

### Nemzeti játékvezetés
1997-ben lett az I. Liga játékvezetője. A nemzeti játékvezetéstől 2012-ben vonult vissza.

### Nemzetközi játékvezetés
A Dél-afrikai labdarúgó-szövetség Játékvezető Bizottságának (JB) felterjesztésére 2000-ben lett a Nemzetközi Labdarúgó-szövetség (FIFA) játékvezetői keretének tagja. A FIFA JB központi nyelvei közül a angolt beszéli. Több nemzetek közötti válogatott és klubmérkőzést vezetett, vagy működő társának 4. bíróként segített. Az első nemzetközi válogatott mérkőzése 2003-ban a Szváziföld – Botswana csapatok találkozója volt. Az aktív nemzetközi játékvezetéstől 2012-ben búcsúzott.

#### Világbajnokság

##### U17-es labdarúgó-világbajnokság
Finnországban a 10., a 2003-as U17-es labdarúgó-világbajnokságot, Peruban a 11., a 2005-ös U17-es labdarúgó-világbajnokság, valamint Nigériában rendezték a 13. a 2009-es U17-es labdarúgó-világbajnokságot, ahol a FIFA JB bírói szolgálatra alkalmazta.

###### 2003-as U17-es labdarúgó-világbajnokság
| Időpont             | Helyszín                  | Mérkőzés típusa              | Mérkőzés             | Eredmény | Nézők száma |
| ------------------- | ------------------------- | ---------------------------- | -------------------- | -------- | ----------- |
| 2003. augusztus 16. | Veritas Stadion, Turku    | csoportmérkőzés (B. csoport) | Argentína–Costa Rica | 2 : 0    | 5 462       |
| 2003. augusztus 19. | Finnair Stadion, Helsinki | csoportmérkőzés (A. csoport) | Kína–Mexikó          | 3 : 3    | 4 500       |

###### 2005-ös U17-es labdarúgó-világbajnokság
| Időpont              | Helyszín                        | Mérkőzés típusa              | Mérkőzés            | Eredmény | Nézők száma |
| -------------------- | ------------------------------- | ---------------------------- | ------------------- | -------- | ----------- |
| 2005. szeptember 17. | Elias Aguirre Stadion, Chiclayo | csoportmérkőzés (C. csoport) | Amerika–Észak-Korea | 3 : 2    | 15 200      |
| 2005. szeptember 22. | Elias Aguirre Stadion, Chiclayo | csoportmérkőzés (B. csoport) | Ausztrália–Uruguay  | 2 : 1    | 11 100      |

###### 2009-es U17-es labdarúgó-világbajnokság
| Időpont           | Helyszín                                | Mérkőzés típusa              | Mérkőzés               | Eredmény | Nézők száma |
| ----------------- | --------------------------------------- | ---------------------------- | ---------------------- | -------- | ----------- |
| 2009. október 25. | U.J. Esuene Stadion, Calabar            | csoportmérkőzés (C. csoport) | Kolumbia–Hollandia     | 2 : 1    | 10 100      |
| 2009. október 29. | Nnamdi Azikiwe Stadion, Enugu           | csoportmérkőzés (D. csoport) | Törökország–Costa Rica | 4 : 1    | 5 632       |
| 2009. november 5. | Abubarkar Tafawa Balewa Stadion, Bauchi | egyenes kieséses szakasz     | Mexikó–Dél-Korea       | 1 : 1    | 11 589      |

---
A világbajnoki döntőhöz vezető úton Németországba a XVIII., a 2006-os labdarúgó-világbajnokságra és Dél-Afrikába a XIX., a 2010-es labdarúgó-világbajnokságra a FIFA JB bíróként alkalmazta. 2006-ban biztonsági tartalék volt, 4. játékvezetőként szerepelt. 2008. október 24-én a FIFA JB bejelentette, hogy kiválasztották a játékvezetők átmeneti listájára, a 2010-es Dél-Afrikában rendezendő labdarúgó világbajnokságra. A FIFA JB 2010. február 5-én kijelölte a (június 11.-július 11.) közötti dél-afrikai világbajnokságon közreműködő 30 játékvezetőt, akik Kassai Viktor és 28 társa között ott voltak a világtornán. Az érintettek március 2–6. között a Kanári-szigeteken vettek részt szemináriumon, ezt megelőzően február 26-án Zürichben orvosi vizsgálaton kellett megjelenniük. Az ellenőrző vizsgálatokon megfelelt az elvárásoknak, így a FIFA JB delegálta az utazó keretbe. Előselejtező mérkőzéseket az CAF zónában vezetett. Világbajnokságon vezetett mérkőzéseinek száma: 2.

##### 2006-os labdarúgó-világbajnokság

###### Selejtező mérkőzés
| Időpont             | Helyszín                                     | Mérkőzés típusa                     | Mérkőzés                  | Eredmény | Nézők száma |
| ------------------- | -------------------------------------------- | ----------------------------------- | ------------------------- | -------- | ----------- |
| 2003. október 12.   | Nemzeti Stadion, Harare                      | előselejtező                        | Zimbabwe–Mauritánia       | 3 : 0    | 55 000      |
| 2004. június 5.     | Independence Stadion, Lusaka                 | előselejtező (1. csoport)           | Zambia–Togó               | 1 : 0    | 40 000      |
| 2004. szeptember 5. | Cidadela Stadion, Luanda                     | előselejtező (4. csoport)           | Angola–Ruanda             | 1 : 0    | 30 000      |
| 2005. június 5.     | Alphonse Massemba-Débat Stadion, Brazzaville | előselejtező (1. csoport)           | Kongó–Szenegál            | 0 : 0    | 40 000      |
| 2005. június 19.    | Félix Houphouët-Boigny Stadion, Abidjan      | előselejtező (3. csoport)           | Elefántcsontpart–Egyiptom | 2 : 0    | 30 000      |
| 2005. október 8.    | Al Merreikh Stadion, Omdurmán                | előselejtező (3. csoport)           | Szudán–Elefántcsontpart   | 1 : 3    | 20 000      |
| 2005. március 26.   | Maksimir Stadion, Zágráb                     | előselejtező UEFA zóna (8. csoport) | Horvátország–Izland       | 4 : 0    | 17 912      |

##### 2010-es labdarúgó-világbajnokság

###### Selejtező mérkőzés
| Időpont              | Helyszín                                       | Mérkőzés típusa            | Mérkőzés                       | Eredmény | Nézők száma |
| -------------------- | ---------------------------------------------- | -------------------------- | ------------------------------ | -------- | ----------- |
| 2007. november 17.   | Said Mohamed Cheikh Stadion, Moroni            | előselejtező               | Comore-szigetek–Madagaszkár    | 0 : 4    | 1 610       |
| 2008. június 1.      | Coqueiros Stadion, Luanda                      | előselejtező (3. csoport)  | Angola–Benin                   | 3 : 0    | 6 000       |
| 2008. június 15.     | Prince Louis Rwagasore Stadion, Bujumbura      | előselejtező (9. csoport)  | Burundi–Tunézia                | 0 : 1    | 7 000       |
| 2008. június 22.     | Ohene Djan Stadion, Accra                      | előselejtező (5. csoport)  | Ghána–Gabon                    | 2 : 0    | 29 040      |
| 2008. szeptember 10. | Konkola Stadion, Chililabombwe                 | előselejtező (11. csoport) | Zambia–Togo                    | 1 : 0    | 10 500      |
| 2008. október 11.    | Benjamin Mkapa National Stadion, Dar es-Salaam | előselejtező (1. csoport)  | Tanzánia–Zöld-foki Köztársaság | 3 : 1    | 10 000      |
| 2009. június 20.     | Augusztus 4. Stadion, Ouagadougou              | előselejtező (E. csoport)  | Burkina Faso–Elefántcsontpart  | 2 : 3    | 33 056      |
| 2009. szeptember 6.  | l'Amitié Stadion, Cotonou                      | előselejtező (D. csoport)  | Benin–Mali                     | 1 : 1    | 33 000      |
| 2009. november 14.   | Nemzetközi Stadion, Kairó                      | előselejtező (C. csoport)  | Egyiptom–Algéria               | 2 : 0    | 75 000      |

###### Világbajnoki mérkőzés
| Időpont          | Helyszín                           | Mérkőzés típusa              | Mérkőzés            | Eredmény | Nézők száma |
| ---------------- | ---------------------------------- | ---------------------------- | ------------------- | -------- | ----------- |
| 2010. június 15. | Royal Bafokeng Stadion, Rustenburg | csoportmérkőzés (F. csoport) | Új-Zéland–Szlovákia | 1 : 1    | 23 871      |
| 2010. június 24. | Royal Bafokeng Stadion, Rustenburg | csoportmérkőzés (E. csoport) | Dánia–Japán         | 1 : 3    | 27 967      |

#### Afrikai nemzetek kupája
A döntőhöz vezető úton Tunézia a 24., a 2004-es afrikai nemzetek kupáját, Egyiptom a 25., a 2006-os afrikai nemzetek kupáját, Ghána a 26., a 2008-as afrikai nemzetek kupáját valamint Angola a 27., a 2010-es afrikai nemzetek kupáját rendezte, ahol a CAF JB hivatalnoki szolgálattal bízta meg.

##### 2004-es afrikai nemzetek kupája

###### Afrikai Nemzetek Kupája mérkőzés
| Időpont          | Helyszín                   | Mérkőzés típusa              | Mérkőzés                                | Eredmény | Nézők száma |
| ---------------- | -------------------------- | ---------------------------- | --------------------------------------- | -------- | ----------- |
| 2004. január 28. | November 7. Stadion, Radès | csoportmérkőzés (A. csoport) | Tunézia–Kongói Demokratikus Köztársaság | 3 : 0    | 20 000      |

##### 2006-os afrikai nemzetek kupája

###### Afrikai Nemzetek Kupája mérkőzés
| Időpont          | Helyszín                             | Mérkőzés típusa              | Mérkőzés                 | Eredmény | Nézők száma |
| ---------------- | ------------------------------------ | ---------------------------- | ------------------------ | -------- | ----------- |
| 2006. január 21. | Nemzetközi Stadion, Kairó            | csoportmérkőzés (A. csoport) | Marokkó–Elefántcsontpart | 0 : 1    |             |
| 2006. január 31. | Városi Stadion, Port Szaíd           | csoportmérkőzés (D. csoport) | Nigéria–Szenegál         | 2 : 1    |             |
| 2006. február 7. | Harras El-Hedoud Stadion, Alexandria | egyik elődöntő               | Nigéria–Elefántcsontpart | 0 : 1    | 21 000      |

##### 2008-as afrikai nemzetek kupája

###### Afrikai Nemzetek Kupája mérkőzés
| Időpont          | Helyszín                           | Mérkőzés típusa              | Mérkőzés               | Eredmény | Nézők száma |
| ---------------- | ---------------------------------- | ---------------------------- | ---------------------- | -------- | ----------- |
| 2008. január 21. | Központi Stadion, Sekondi-Takoradi | csoportmérkőzés (B. csoport) | Mali–Benin             | 1 : 0    | 11 000      |
| 2008. január 24. | Ohene Djan Stadion, Accra          | csoportmérkőzés (A. csoport) | Guinea–Marokkó         | 3 : 2    | 15 000      |
| 2008. február 9. | Baba Yara Stadion, Kumasi          | bronzmérkőzés                | Ghána–Elefántcsontpart | 4 : 2    | 38 000      |

##### 2010-es afrikai nemzetek kupája

###### Afrikai Nemzetek Kupája mérkőzés
| Időpont          | Helyszín                             | Mérkőzés típusa              | Mérkőzés               | Eredmény | Nézők száma |
| ---------------- | ------------------------------------ | ---------------------------- | ---------------------- | -------- | ----------- |
| 2010. január 15. | Chimandela Stadion, Cabinda          | csoportmérkőzés (B. csoport) | Elefántcsontpart–Ghána | 3 : 1    | 23 000      |
| 2010. január 18. | Cidade Universitária Stadion, Luanda | csoportmérkőzés (A. csoport) | Angola–Algéria         | 0 : 0    | 40 000      |
| 2010. január 25. | Sr. da Graça Stadion, Benguela       | egyik negyeddöntő            | Egyiptom–Kamerun       | 3 : 1    | 12 000      |

##### 2012-es afrikai nemzetek kupája

###### Afrikai Nemzetek Kupája mérkőzés
| Időpont             | Helyszín                       | Mérkőzés típusa              | Mérkőzés             | Eredmény | Nézők száma |
| ------------------- | ------------------------------ | ---------------------------- | -------------------- | -------- | ----------- |
| 2010. szeptember 4. | Anjalay Stadion, Belle Vue     | csoportmérkőzés (E. csoport) | Mauritius–Kamerun    | 1 : 3    | 6 000       |
| 2010. október 10.   | Baba Yara Stadion, Kumasi      | csoportmérkőzés (I. csoport) | Ghána–Szudán         | 0 : 0    | 39 000      |
| 2011. június 4.     | Independence Stadion, Windhoek | csoportmérkőzés (F. csoport) | Namíbia–Burkina Faso | 1 : 4    |             |

#### Olimpia
Kína fővárosa, Peking adott otthont a XXIX., a 2008. évi nyári olimpiai játékok labdarúgó tornájának, ahol a FIFA JB játékvezetőként foglalkoztatta.

##### 2008. évi nyári olimpiai játékok
| Időpont             | Helyszín                     | Mérkőzés típusa              | Mérkőzés           | Eredmény | Nézők száma |
| ------------------- | ---------------------------- | ---------------------------- | ------------------ | -------- | ----------- |
| 2008. augusztus 7.  | Városi Stadion, Sanghaj      | csoportmérkőzés (A. csoport) | Ausztrália–Szerbia | 1 : 1    | 36 184      |
| 2008. augusztus 13. | Városi Stadion, Csinhuangtao | csoportmérkőzés (C. csoport) | Kína–Brazília      | 0 : 3    | 31 984      |

#### FIFA-klubvilágbajnokság
Japánban tartották a 2006-os FIFA-klubvilágbajnokságot, ahol a FIFA JB bírói feladatokkal bízta meg.

##### 2006-os FIFA-klubvilágbajnokság
| Időpont            | Helyszín                     | Mérkőzés típusa   | Mérkőzés                                         | Eredmény | Nézők száma |
| ------------------ | ---------------------------- | ----------------- | ------------------------------------------------ | -------- | ----------- |
| 2006. december 11. | Olimpiai Stadion, Tokió      | egyik negyeddöntő | Jeonbuk Hyundai Motors (dél-koreai)-Club América | 0 : 1    | 34 197      |
| 2006. december 17. | Nemzetközi Stadion, Jokohama | harmadik helyért  | Al-Ahly-Club América (mexikói)                   | 2 : 1    | 51 641      |

#### Nemzetközi kupamérkőzések
Vezetett Kupa-döntők száma: 2.

##### Afrika Bajnokok Ligája
| Időpont           | Helyszín              | Mérkőzés típusa     | Mérkőzés                      | Eredmény | Nézők száma |
| ----------------- | --------------------- | ------------------- | ----------------------------- | -------- | ----------- |
| 2008. november 2. | Városi Stadion, Kairó | első döntő mérkőzés | Al Ahly–Cotonsport (kameruni) | 2 : 0    | 50 000      |

##### CAF Szövetségi Kupa
| Időpont           | Helyszín                        | Mérkőzés típusa        | Mérkőzés                        | Eredmény | Nézők száma |
| ----------------- | ------------------------------- | ---------------------- | ------------------------------- | -------- | ----------- |
| 2010. december 4. | Taïeb El Mhiri Stadion, Szfaksz | második döntő mérkőzés | CS Sfaxien (tunéziai)–FUS Rabat | 2 : 3    | 10 000      |